# Фаленопсис помірний
Фаленопсис помірний (лат. Phalaenopsis modesta) — епіфітна трав'яниста рослина родини орхідних, або зозулинцевих (Orchidaceae).
Вид не має усталеної української назви, в україномовних джерелах зазвичай використовується наукова назва Phalaenopsis modesta. 

Англійська назва — The Modest Phalaenopsis, перекладається як Фаленопсис скромний (походження назви пов'язане з тим, що квітки частково прикриті листям).

## Синоніми
- Polychilos modesta(JJ Sm.) Shim 1982

## Природничі різновиди
- Phalaenopsis modestavar. Alba
- Phalaenopsis modestavar. BellaO. Gruss & Rollke
- Phalaenopsis modestavar. Modesta

## Біологічний опис
Мініатюрний моноподіальний епіфіт рідше літофіт. 

Коріння довге, розгалужується, добре розвинене. 

Стебло укорочене, приховане основами 1-4 листків. 

Листя довгасто-овальне, завдовжки до 15 см, шириною — до 6 см. 

Квітконіс багаторічний, тонкий, ампельний, розгалужений, довжиною 10-15 см. Добре розвинені рослини утворюють відразу по кілька квітконосів. Цвітіння револьверне. 

Квіти 3-4 см діаметром, аромат порівнюють із запахом жимолості, бузку або лілії. Забарвлення варіабельне. Пелюстки білі або блідо-рожеві від заснування до середини з поперечними плямами рожевого або бузкового кольору. Губа рожева або бузкова.

## Ареал, екологічні особливості
Ендемік Борнео (Сабах). 

У нижній частині дерев або на покритих мохом скелях у вологих передгірних лісах на висотах до 900 метрів над рівнем моря. 

Рідкісний. Відноситься до числа видів, що охороняються (II додаток CITES ).< br />
У місцях природного зростання сезонних температурних коливань практично немає. Цілий рік денна температура 28-30°C, нічна близько 20 °C.

## У культурі
В культурі не складний. 
 Температурна група — тепла. Для нормального цвітіння обов'язковий перепад температур день/ніч в 5-8°С.
Вимоги до світла: 1000—1200 FC, 10760-12919 lx.
Квітконоси багаторічні, обрізають їх тільки після природного всихання. У культурі цвіте в будь-який час року.
Загальна інформація про агротехніку у статті Фаленопсис.
У гібридизації використовується не часто.

## Первиннігібриди
- Ambolantha — amboinensis х modesta (Ayub S Parnata) 1982
- Borneo Belle — bellina х modesta (Paul Lippold) 2007
- Hiroshima Equmo — equestris х modesta (Masao Kobayashi) 1994
- Hiroshima Sandesta — sanderiana х modesta (Masao Kobayashi) 1994
- Jason Scott — micholitzii х modesta (Mr / Mrs Greg & Irma Scott) 1989
- Jayamurni — modesta х cornu-cervi (Atmo Kolopaking) 1985
- Lindemod — lindenii х modesta (Luc Vincent) 2004
- Martell Rot — modesta х corningiana (Martell Orchids) 1984
- Modestrana — modesta х sumatrana (JR Gairns) 2001
- Paul Baudat — modesta х venosa (Luc Vincent) 1993
- Putrianda — modesta х amabilis (Atmo Kolopaking) 1989
- San Shia Crystal — violacea х modesta (Hou Tse Liu) 1999
- Triayu Maharani — modesta х lueddemanniana (Atmo Kolopaking) 1984